# Saint Rose of Lima Roman Catholic Church
De Saint Rose of Lima Roman Catholic Church is een katholieke kerk in Rockaway Beach (meer bepaald in Hammels) in de Amerikaanse stad New York. De kerk staat weliswaar in Queens, maar bestuurlijk gezien valt deze onder het bisdom van Brooklyn. Het kerkgenootschap werd tussen 1884 en 1886 opgericht en is opgedragen aan Sint Rosa van Lima. Het oorspronkelijke gebouw was een van de eerste katholieke kerken van Rockaway.

## Geschiedenis

### Oprichting
Het kerkgenootschap werd in 1884, maar formeel op 30 augustus 1886, opgericht. Vóór 1884 moesten katholieken in Rockaway Beach afreizen naar de mis in Far Rockaway en vóór 1847 zelfs naar Jamaica. In 1884 werd pastoor Anthony Farley van de St. Monica's Church in Jamaica afgevaardigd om op zondagen op wisselende locaties een mis in Rockaway Beach te houden. In eerste instantie werd de mis in Datz's Hotel gehouden, daarna in Curley's Hotel en vervolgens in een oude schoolwoning.

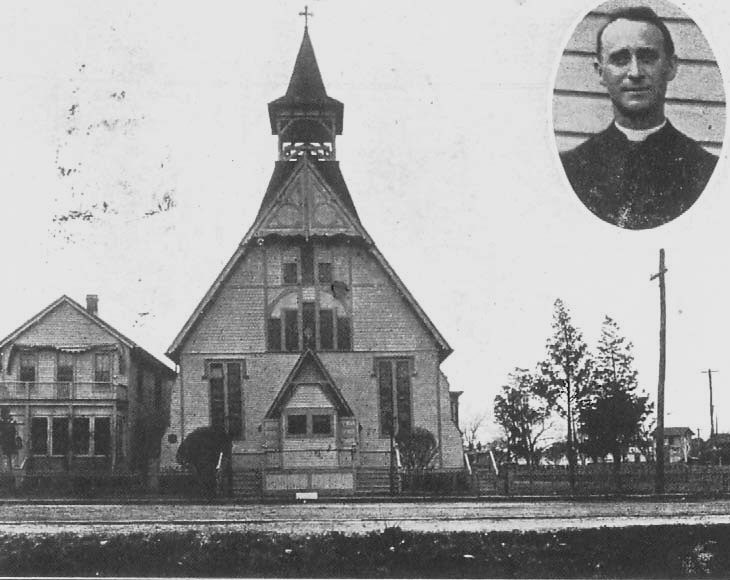
Eerste kerkgebouw met pastoor Henry Murray (1906)

### Eerste gebouw
Het eerste gebouw verrees op de hoek van Fairview Avenue (thans Beach 84th Street) en Barry Place, vlak naast station Hammels van de Long Island Rail Road. De bouwkosten bedroegen 6000 dollar en het gebouw bood plaats aan 500 personen. Nabij het appartementencomplex Hammel Houses bevindt zich thans een doodlopende weg op de locatie van het eerste gebouw. Op 30 augustus 1886 werd de eerste mis gehouden.

### Huidig gebouw
Op 1 juli 1906 begon even verderop de bouw van een nieuwe kerk in neoromaanse stijl, naar een ontwerp van architect John W. Ingle. De inauguratie vond plaats op 27 september 1907. De bouwkosten hiervan bedroegen 125.000 dollar. De kerk biedt plaats aan 800 personen.

## School
De kerk beschikt tevens over een zondagsschool: de Saint Rose of Lima Catholic Academy. De campus bevindt zich naast het kerkgebouw en biedt plaats aan 428 leerlingen, variërend van peuterschool- tot brugklasleeftijd.
De bouw van de school werd in 1963 aangevangen. In september 1966 werd de school geopend door de Presentation Sisters onder de naam Saint Rose of Lima School; de inauguratie had al op 15 mei dat jaar plaatsgevonden. Op 20 juni 1970 vond de eerste diploma-uitreiking plaats.
Op 1 september 2013 werd de naam gewijzigd in de huidige: Saint Rose of Lima Catholic Academy.

## Lijst met pastoors
De volgende pastoors hebben de kerk reeds gediend:
| Jaren actief | Naam                  |
| ------------ | --------------------- |
| 1886–1895    | Edward J. O'Connell   |
| 1895–1900    | Thomas J. McCaffrey   |
| 1900–1911    | Henry F. Murray       |
| 1911–1912    | John P. Wilson        |
| 1912–1921    | James J. Bennett      |
| 1921–1953    | John F. Stack         |
| 1953–1954    | Pierce V. Brennan     |
| 1954–1956    | Charles T. Carow      |
| 1956–1957    | Patrick J. McLaughlin |
| 1957–1961    | Joseph J. Tschantz    |
| 1961–1965    | John B. Smith         |
| 1965–1971    | James F. McDonald     |
| 1971–1978    | Karl M. Michel        |
| 1978–1988    | James T. Devine       |
| 1988–1993    | James P. Grace        |
| 1993–2007    | Peter D. Gillen       |
| 2007–2015    | James F. Spengler     |
| 2014–2016    | Wladyslaw Z. Kubrak   |
| 2016–2019    | James A. Kuroly       |
| 2019–heden   | James Rodriguez       |